# Jean Claude (pasteur)

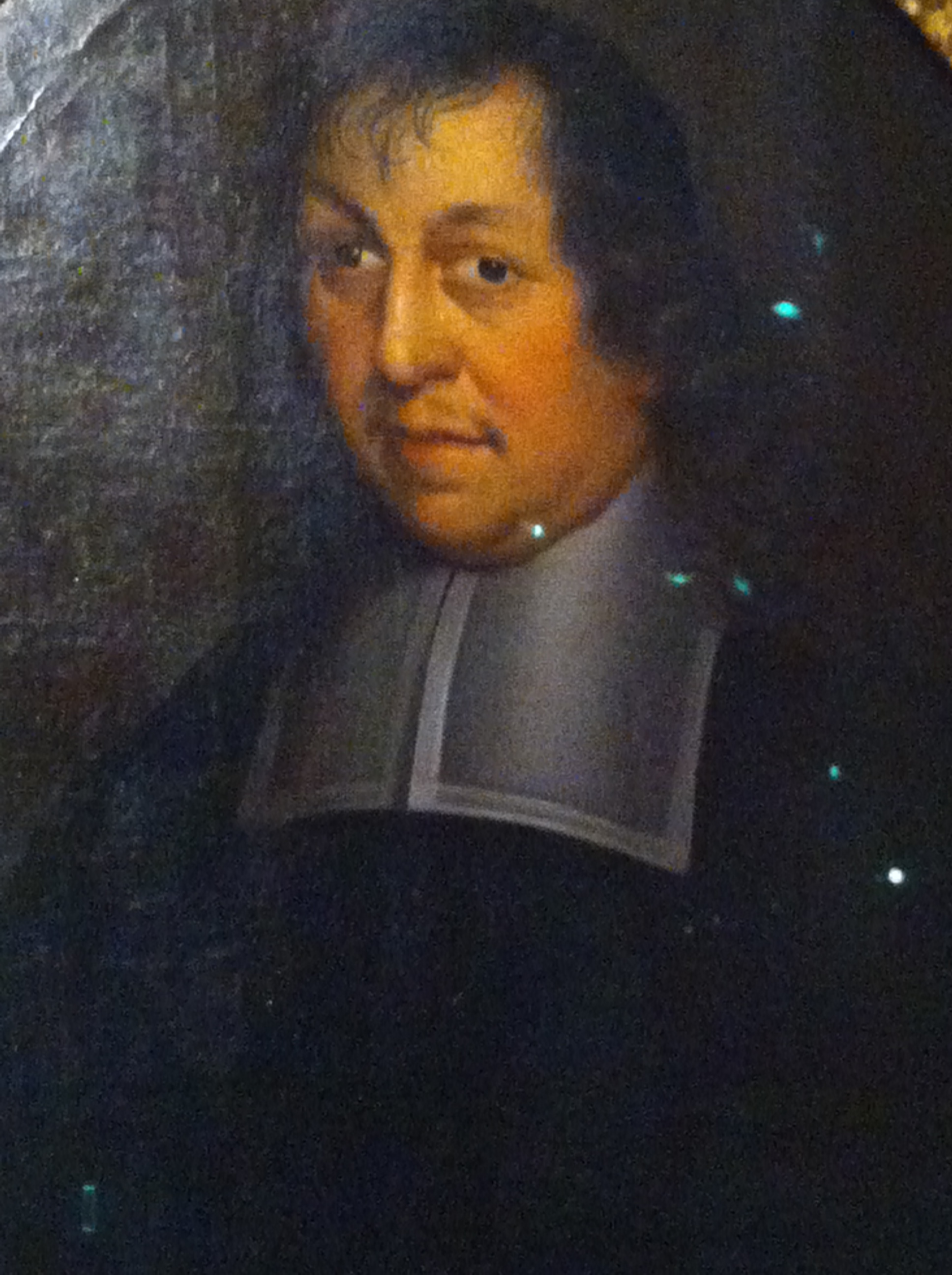
Jean Claude, huile sur toile au musée international de la Réforme

Jean Claude, né en 1619 à La Sauvetat-du-Dropt près de Villefranche-du-Périgord et mort le 13 janvier 1687 à La Haye, est un ministre protestant français.

## Biographie
Il fut pasteur à Nîmes, à Montauban, et, depuis 1666, à Charenton. Il eut diverses controverses avec Jacques Bénigne Bossuet, Pierre Nicole, Antoine Arnauld, et devint l'âme de son parti. Il s'exila lors de la révocation de l'édit de Nantes (1685), et mourut à La Haye le 13 janvier 1687.
On a de lui, entre autres ouvrages, une Réponse au traité de la Perpétuité de la Foi d'Arnauld, un Tableau de la Persécution des Protestants sous le règne de Louis XIV (publié seulement en 1857) et une relation d'une conférence qu'il avait eue avec Bossuet en 1678 devant Mademoiselle de Duras et à la suite de laquelle cette dame s'était convertie ; dans cet écrit il conteste la relation donnée par Bossuet dans sa célèbre Conférence avec M. Claude, ministre de Charenton (Paris, Mabre-Cramoisy, 1682).
Paul Hazard écrit à son sujet : « Comme elle a changé, la voix du pasteur Claude, après que Louis XIV a révoqué l'édit ! Claude déclare que le temps est passé, où l'on pouvait opposer argument à argument [...] ; qu'on l'a trompé ; qu'on l'a arraché de son temple ; qu'on l'a forcé à prendre dans les vingt-quatre heures le chemin de l'exil ».

## Source
Cet article comprend des extraits du Dictionnaire Bouillet. Il est possible de supprimer cette indication, si le texte reflète le savoir actuel sur ce thème, si les sources sont citées, s'il satisfait aux exigences linguistiques actuelles et s'il ne contient pas de propos qui vont à l'encontre des règles de neutralité de Wikipédia.

## Ouvrages et bibliographie
- Antoine Arnauld, Réponse générale au nouveau livre de Mr Claude, nouvelle édition, chez la Veuve de Charles Savreux, 1704
- Jean Claude, Réponse aux deux traités intitulés la perpétuité de la foi de l’Église catholique touchant l’Eucharistie, 1665 (émission de 1667)
- Jean Claude, Réponse au livre du Père Nouet jésuite sur le sujet du Saint Sacrement de l'Eucharistie, divisée en six parties, Amsterdam, Raphaël Smith, 1668.
- Jean Claude, Traité de l'Eucharistie: contenant une réponse au livre du P. Nouët, jésuite, intitulé La présence de Jésus Christ dans le très-saint sacrement, pour servir de réponse au ministre qui a écrit contre la perpétuité de la foy, Genève, 1669
- Jean Claude, Réponse au livre de M. Arnauld intitulé la Perpétuité de la Foy touchant l’Eucharistie défendue, partie I, 1670, partie II, 1671
- Jean Claude, Les plaintes des protestans cruellement opprimez dans le royaume de France, Cologne, Pierre Marteau, 1686.
- Jean Claude, Tableau de la persécution des protestants sous le règne de Louis XIV, Marseille, Imprimerie de Sénès, 1857.
- Alexandre Rodolphe Vinet, Histoire de la prédication parmi les réformés de France au dix-septième siècle, Paris : chez les éditeurs, 1860, pp.303-349